# Associazione Internazionale dei Consigli Economici e Sociali e Istituzioni Similari
L'Associazione Internazionale dei Consigli Economici e Sociali e delle Istituzioni Similari (Aicesis), è un'associazione di diritto olandese, con sede a Bruxelles (Belgio), fondata il 1º luglio 1999 a Port Louis (Mauritius).
I membri dell'AICESIS sono Consigli Economici e Sociali, Istituzioni di carattere consultivo che riuniscono al loro interno organizzazioni rappresentative delle parti sociali (organizzazioni dei datori di lavoro, sindacati dei lavoratori) e di altri attori della società civile. Questi elementi rappresentano delle componenti essenziali di governo partecipativo nelle società moderne.
I Consigli nazionali membri si identificano in qualità di assemblee autonome, dotate di competenze a livello nazionale, legittimate nell'esercizio delle loro funzioni dalla Costituzione, dalla legge ordinaria, da un decreto o da un atto di riconoscimento ufficiale da parte delle pubbliche autorità e depositarie di un'autentica rappresentatività degli interessi economici, sociali e talvolta ambientali. L'AICESIS si sta sviluppando rapidamente. Nella sua composizione iniziale, l'Associazione contava 27 membri. Nel 2015, l'AICESIS riunisce 72 membri provenienti da quattro continenti: Africa, America Latina e Caraibi, Asia - Eurasia - Medio Oriente ed Europa.

## Storia
La creazione dell'AICESIS fu proposta a Caracas, in Venezuela nel 1997, su iniziativa del Presidente del Consiglio economico e sociale delle Nazioni Unite francese, Jean Mattéoli e del Presidente del Consiglio Economico e Sociale della Costa d'Avorio, Philippe Yacé.
Il 2 luglio 1999, a Port-Louis, i Consigli Economici e Sociali e le Istituzioni Similari partecipanti approvarono all'unanimità gli Statuti Fondamentali. Questi statuti furono successivamente modificati dalle Assemblee Generali di Seul, in Corea del Sud, nel settembre 2006 e,successivamente di Rio de Janeiro, in Brasile, nel giugno 2012.

### Presidenti dell'AICESIS
(Mandato di due anni)
- Herman H. F. Wijffels: 1999-2001, Presidente del SER dei Paesi Bassi
- Mohamed Salah Mentouri: 2001-2003, Presidente del CNES d'Algeria
- Jacques Dermagne: 2003-2005, Presidente del CESE di Francia
- Wang Zhongyu: 2005-2007, Presidente del CES della Cina
- José Mucio Monteiro: 2007-2008, Presidente del CDES del Brasile
- Janos Tott: 2008-2009, Presidente del CES d'Ungheria
- Antonio Marzano: 2009-2011, Presidente del CNEL d'Italia
- Mohamed Seghir Babes: 2011-2013, Presidente del CNES d'Algeria
- Evgenij Velichov: 2013-2015, Presidente della CC della Russia
- John H. Jacobs : 2023-2025, Presidente SER Curacao, Kingdom of the Nederlands

### Segretari Generali dell'AICESIS
(Mandato di quattro anni)
- Bertrand Duruflé : 1999-2008
- Patrick Venturini: dal 1º gennaio 2009
- Apostolos Xyraphis: 2021-2025

## Missioni
L'Associazione, operando essenzialmente come una rete, ha tre missioni principali, che persegue nel totale rispetto dell'indipendenza di ciascuno dei suoi membri:
- Sviluppare la cooperazione tra i suoi membri, promuovendo lo scambio di esperienze e di buone pratiche;
- Promuovere il dialogo sociale e, più in generale, la democrazia partecipativa nel mondo;
- Infine, incoraggiare e sostenere la creazione di CES in quegli Stati che ne sono privi, in conformità ai principi delle Nazioni Unite, a quelli della Dichiarazione universale dei diritti umani e ai principi e ai diritti fondamentali del lavoro approvati da tutti i membri dell'Organizzazione internazionale del lavoro.

## Funzionamento

### Composizione
Attualmente l'AICESIS comprende 72 membri, di cui 62 membri ordinari, 6 membri associati e 4 osservatori.
L'AICESIS si compone di 4 organi dirigenti:
- L'Assemblea Generale si riunisce una volta l'anno in uno dei paesi membri. È un organo sovrano e adotta tutte le decisioni importanti per la vita dell'Associazione a maggioranza assoluta.
- Il Consiglio d'Amministrazione amministra l'Associazione. Si riunisce tutte le volte che il Presidente o due amministratori lo ritengano opportuno, di solito due volte l'anno. Il Consiglio di Amministrazione è composto da diciotto membri. Essi sono eletti dall'Assemblea Generale per un periodo di 2 anni, in considerazione di una distribuzione geografica equilibrata (attualmente tre rappresentanti per l'America Latina ed i Caraibi, sei rappresentanti per l'Africa, cinque rappresentanti per l'Europa, tre rappresentanti per l'Asia - Eurasia - Medio Oriente).
- Il Presidente è un Presidente di un Consiglio o di un'Istituzione similare, membro a pieno titolo. Egli è designato dall'Assemblea Generale. per un mandato di due anni, secondo un principio di rotazione su base continentale. Il Presidente detiene, col Consiglio di Amministrazione, la responsabilità della gestione dell'AICESIS. Egli rappresenta l'Associazione e presiede il Consiglio di Amministrazione e l'Assemblea Generale.
- Il Segretariato Generale è composto da un Segretario Generale, eletto dall'Assemblea Generale su proposta del Consiglio di Amministrazione per un mandato di quattro anni, dai Vice Segretari Generali (uno per continente) nominati dal Consiglio di Amministrazione per un mandato di due anni, da un manager e da responsabili di progetto. Il Segretario Generale riveste una posizione permanente, per assicurare la gestione giornaliera, l'esecuzione delle missioni e il monitoraggio delle decisioni. Egli prepara il piano di sviluppo a medio termine dell'Associazione; applica le decisioni dell'Assemblea Generale e del Consiglio di Amministrazione, prepara e gestisce il budget. Infine partecipa, col Presidente, a rappresentare l'AICESIS.

### Finanziamento
Il budget dell'AICESIS è costituito, essenzialmente, dalle quote versate dai membri, il cui importo è determinato dall'Assemblea Generale.
Tuttavia, l'Associazione riceve anche contributi in natura da parte di alcuni membri. In effetti, la maggior parte dei membri si impegna, ognuno secondo i propri mezzi, a partecipare alle spese dell'AICESIS, ad esempio accogliendo e sostenendo le spese per l'organizzazione di una riunione (conferenze, incontri di gruppo di lavoro, Assemblea Generale, Consigli di Amministrazione, ecc)

### Aree di lavoro
Il piano di sviluppo a medio termine dell'AICESIS definisce le seguenti priorità :
- Miglioramento della governabilità interna, aumentando le informazioni e la trasparenza del processo decisionale e la partecipazione dei membri;
- Sviluppare informazione e comunicazione;
- Rafforzare i rapporti di collaborazioni con le organizzazioni internazionali: Organizzazione internazionale del lavoro, Consiglio economico e sociale delle Nazioni Unite (ECOSOC), Dipartimento per gli affari economici e sociali (UNDESA);
- Migliorare la cooperazione e lo scambio di esperienze tra i membri su questioni concrete;
- Assistere nella creazione di CES nel mondo.

Ogni anno, l'Assemblea Generale dell'AICESIS decide le aree di lavoro prioritarie per l'Associazione. I metodi di lavoro, organizzati dal Segretariato Generale, permettono l'accessibilità del lavoro a tutti i membri.
Le principali aree di lavoro (temi sotto il mandato della presidenza) dell'AICESIS si sono concentrati in passato su "La globalizzazione del commercio mondiale e le sue conseguenze" (2000); "La lotta contro la povertà attraverso lo sviluppo sostenibile: verso un approccio di partenariato" (2003); "La creazione a livello nazionale e internazionale, di un ambiente favorevole all'occupazione produttiva e al lavoro dignitoso per tutti, e uno studio di questo impatto sullo sviluppo sostenibile" (2006); "Intensificare la cooperazione internazionale, promuovere lo sviluppo comune e costruire un mondo armonioso" (2007); "Il ruolo dei CES / IS nella nuova governance economica, sociale e ambientale globale," (2011); «Quali sono i nuovi problemi e quale ruolo si configura per le organizzazioni della società civile nell'ambito della promozione dell'occupazione e dell'integrazione socio-professionale dei giovani" (2013); e "Il capitale nazionale umano e le nuove fonti di competitività nazionale" (2015).
A partire dal 2007, l'AICESIS ha organizzato l'assegnazione dei Premi per gli Obiettivi del Millennio dello Sviluppo. I primi premi sono stati consegnati dal Presidente della Repubblica del Brasile, Lula Da Silva nel novembre 2007 a Brasilia, in Brasile, alle organizzazioni della società civile e alle istituzioni pubbliche meritevoli di aver intrapreso iniziative importanti in materia di istruzione (OMD 2). I premi della seconda edizione sono stati attribuiti nel luglio 2011 a Roma (Italia), alla presenza del Presidente della Repubblica, Giorgio Napolitano, per premiare iniziative atte a promuovere l'emancipazione delle donne (OMD 3). I premi della terza edizione sono stati assegnati nel mese di settembre 2013, a Algeri (Algeria) alle organizzazioni della società civile che hanno sostenuto iniziative importanti per favorire il conseguimento degli OMD 1 e 8 "Pieno impiego, lavoro dignitoso e produttivo per la riduzione della povertà." L'ultima edizione si terrà nel mese di settembre 2015 a Mosca (Russia), per premiare i CES / IS per le loro azioni a favore della sostenibilità degli OMD dopo il 2015.
Dal 2009, l'AICESIS ha organizzato, con scadenza biennale, l'Università Estiva Internazionale destinata a giovani all'inizio della loro carriera, all'interno di un CES, di un'IS, di una organizzazione membro di tali istituzioni o di organizzazioni implicate nel dialogo sociale a livello nazionale. La prima edizione si è tenuta nel mese di agosto 2009 a Noordwijk (Paesi Bassi), sul tema: "I CES in un mondo globalizzato". La seconda edizione si è tenuta a Shanghai (Cina) nel settembre 2012 sulla tematica "I CES e lo sviluppo sostenibile". La terza edizione si è svolta nel mese di settembre 2015 a Cabardino-Balcaria (Russia) su "La cooperazione internazionale tra consigli economici e sociali e istituzioni analoghe a favore dello sviluppo globale".
Inoltre, l'AICESIS ha sviluppato un database globale che elenca tutti i consigli economici e sociali, le istituzioni similari e istituzioni per il dialogo sociale presenti nel mondo
Si pubblica una newsletter elettronica mensile disponibile in sei lingue: inglese, arabo, spagnolo, francese, italiano e russo.

### Rapporti con le altre istituzioni internazionali
Nell'ottobre 2001, l'AICESIS ha ottenuto, nella sua qualità di organizzazione intergovernativa (IGO), lo statuto di osservatore permanente con competenze generali, presso il Consiglio Economico e Sociale delle Nazioni Unite (ECOSOC). Ciò consente all'organizzazione di intervenire, insieme a rappresentanti di governi e organizzazioni non governative (ONG), e di esprimere il punto di vista dei Consigli Economici e Sociali in occasione del Segmento Annuale di Alto Livello dell'ECOSOC.
Nel novembre 2006, l'Organizzazione internazionale del lavoro ha concesso all'AICESIS lo statuto di ospite permanente per la discussione di temi guida dell'ILO. L'AICESIS interviene ogni anno in qualità di IGO, in occasione della Conferenza Internazionale del Lavoro, insieme a rappresentanti di governi e organizzazioni non governative (ONG), ed esprime il punto di vista del CES / IS.
Nel maggio 2012, l'AICESIS e l'OIL hanno firmato un accordo di cooperazione. L'OIL e l'AICESIS hanno organizzato numerose conferenze congiunte in questo contesto (12-13 ottobre 2010 a Cotonou, Benin: Il ruolo dei CES nell'attuazione del Patto Globale per l'Occupazione;, 12-14 aprile 2011 Dakar, Senegal: Ruolo dei CES in materia di politiche pubbliche per l'occupazione; 10-11 novembre 2011 a Santo Domingo, Repubblica Dominicana: Seminario Regionale dell'America Latina sul tema "Il ruolo dei CES nel dialogo sociale", 8-9 maggio 2012 a Ginevra, Svizzera: le soglie di protezione sociale, 3-4 dicembre 2013 a Madrid, Spagna: Ruolo dei CES nella crisi economica, finanziaria e occupazionale mondiale; 20-21 novembre 2014 a Seul, Corea del Sud: piani di protezione sociale per tutti).
Infine, grazie all'esperienza e alla competenza del Comitato economico e sociale europeo (CESE) e dell'Unione dei Consigli Economici e Sociali dell'Africa (UCESA), l'AICESIS mira a promuovere l'integrazione regionale e tutte le forme di dialogo tra gli attori economici e sociali del Nord e del Sud, dell'Est e dell'Ovest.